# Уакаруса (река)
Уакаруса (англ. Wakarusa River) — река на востоке штата Канзас (США), правый приток реки Канзас. Длина реки составляет 130 км.

## География
Исток реки Уакаруса находится в восточной части округа Уобонси (Канзас), вблизи границы с округом Шони, на высоте около 384 м. После этого река течёт в восточном направлении, протекая по округам Шони и Дуглас (Канзас). В верхнем течении к Уакарусе присоединяются её другие «отростки» — Мидл-Бранч-Уакаруса (Middle Branch Wakarusa River, впадает на высоте 312 м, протекает по округу Шони), Саут-Бранч-Уакаруса (South Branch Wakarusa River, 307 м, протекает по округам Уобонси, Осейдж и Шони) и Норт-Бранч-Уакаруса (North Branch Wakarusa River, 308 м, протекает по округу Шони). Река Уакаруса впадает в реку Канзас на высоте 237 м, вблизи населённого пункта Юдора.
Водосборный бассейн реки Уакаруса разделяют на верхнюю (англ. Upper Wakarusa watershed) и нижнюю (англ. Lower Wakarusa watershed) части, с площадями 951 км² и 384 км² соответственно; общая площадь — 1335 км².
Средний расход воды в районе города Лоренс — 8,93 м³/c (данные 2022 года).

## История
Название «Уакаруса» произошло от фразы на языке индейцев канза, означающей или «река больших водорослей» (англ. River of Big Weeds), или «по бёдра» (англ. hip deep); также встречается утверждение, что дословный перевод индейского названия звучит не вполне прилично. 
Река Уакаруса неоднократно выходила из берегов и затопляла окрестные районы. Чтобы уменьшить последствия наводнений, в 1977 году на реке Корпусом инженеров Армии США было завершено сооружение плотины и создание водохранилища Клинтон, расположенного в округе Дуглас (Канзас) на высоте 266 м. При этом был затоплен ряд населённых пунктов, находившихся в долине реки Уакаруса, — Белвор (Belvoir), Блумингтон (Bloomington), Сайджел (Sigel) и Ричленд (Richland). Чтобы сохранить память о них, в 1983 году на берегу водохранилища был создан музей Клинтон-Лейк (англ. Clinton Lake Museum), впоследствии получивший название «Музей исторического наследия долины реки Уакаруса» (англ. Wakarusa River Valley Heritage Museum). У северного берега водохранилища был создан парк штата Клинтон, примыкающий к западной оконечности города Лоренс.